# Красноклювый карликовый тиранн
Красноклювый карликовый тиранн (лат. Zimmerius cinereicapilla) — вид птиц из семейства тиранновых. Подвидов не выделяют.

## Распространение
Обитают в Боливии, Эквадоре и Перу. Естественной средой обитания являются субтропические или тропические влажные равнинные и горные леса.

## Описание
Длина тела 11,5—12 см, масса 11—13 г. Имеют короткую беловатую бровь, серый лоб и корону, а также тускло-оливковые верхние части тела. Крылья тёмные.

## Биология
Питаются насекомыми, а также мелкими фруктами (в том числе из семейства Loranthaceae).

## Охранный статус
МСОП присвоил виду охранный статус «Вызывающий наименьшие опасения».